# Heroman
Heroman (jap. ヒーローマン, Hīrōman, stilisiert als HEROMAN geschrieben) ist ein Manga aus dem Jahr 2009, der in Zusammenarbeit von Stan Lee und dem Animationsstudio Bones entstand und vom gleichen Studio ebenfalls als Anime-Fernsehserie umgesetzt wurde, die erstmals 2010 im japanischen Fernsehen gezeigt wurde.

## Handlung
Der Waisenjunge Joey lebt zusammen mit seiner Großmutter in Center City. Dort besucht er die Schule und arbeitet nebenher in einem Restaurant. Als der neue Spielzeugroboter Heybo stark beliebt ist, überkommt Joey die Vorstellung, dass er ebenfalls einen solchen Roboter besitzen möchte. Jedoch kann er sich dieses teure Spielzeug nicht von seinem geringen Gehalt leisten.
Durch einen Zufall gelangt er dennoch in den Besitz eines solchen Roboters, nachdem die Schlägertruppe der Schule, zu der auch ein reicher Junge gehört, einen solchen zerstört liegen lassen. Er sammelt dessen Überreste ein und baut ihn erneut zusammen. Jedoch gelingt es ihm nicht, den Roboter, den er selbst Heroman taufte, zum Laufen zu bekommen. Durch einen Blitzschlag verwandelt sich das Spielzeug jedoch in einen riesigen Roboter, den er fortan kontrollieren kann. So gelingt es ihm, seine Schulfreundin Lina vor einem Unglück zu bewahren.
Er weiß jedoch nicht, wie er mit seinem neuen Kampfgefährten umzugehen hat, da er das Interesse an dieser Kreation fürchtet. Doch schon kurze Zeit später muss er erneut auf die Hilfe von Heroman zurückgreifen, als die Erde von Außerirdischen in Insektengestalt angegriffen wird, die Joeys Lehrer unwissentlich durch seine Experimente angelockt hat.

## Manga
Der Manga Heroman wird von Stan Lee als Autor geschrieben und von Tamon Ōta illustriert. Das erste Kapitel wurde am 12. August 2009 innerhalb des von Square Enix herausgegebenen Magazins Gekkan Shōnen Gangan veröffentlicht, in dem Heroman noch immer fortgeführt wird.

## Anime
Eine Adaption der Mangavorlage als Anime-Fernsehserie wurde unter der Regie von Hitoshi Nanba im Animationsstudio Bones produziert. Das Charakterdesign basiert auf dem des Mangas und wurde von Shigeto Koyama an den Anime angepasst. Die künstlerische Leitung übernahm Yumiko Kondō, während Takashi Tomioka und Toshihiro Kawamoto zusammen die Leitung der Animation übernahmen. Die 26 Folgen umfassen sollende Serie wurde erstmals vom 1. April bis 23. September 2010 auf den Fernsehsender TV Tokyo und den angeschlossenen Sendeanstalten TV Hokkaido, TV Aichi, TV Ōsaka, TV Setouchi und TVQ Kyushu gleichzeitig ausgestrahlt. Ebenso war die Serie beim kommerziellen Internet-Streamingdienst Crunchyroll mit englischen Untertiteln verfügbar.
Im Vorspann der Serie wird der Titel Roulette gespielt, den Tetsuya Ogawa von L’Arc~en~Ciel interpretierte. Der Abspann ist mit dem Titel CALLING von Flow unterlegt.

### Synchronisation
| Rolle      | Japanischer Sprecher (Seiyū) |
| ---------- | ---------------------------- |
| Joey       | Mikako Komatsu               |
| Nick       | Akio Suyama                  |
| Denton     | Chō                          |
| Will       | Makoto Yasumura              |
| Lina       | Mayu Obata                   |
| Vera       | Naomi Shindō                 |
| Psy        | Ryōhei Kimura                |
| Großmutter | Sumie Sakai                  |
| Gogol      | Unshō Ishizuka               |